# Palaemonias alabamae
Palaemonias alabamae är en kräftdjursart som beskrevs av Eugene Byron Smalley 1961. Palaemonias alabamae ingår i släktet Palaemonias och familjen Atyidae. Inga underarter finns listade i Catalogue of Life.
Denna kräfta förekommer endemisk i ett grottsystem i norra Alabama i USA. I grottsjön där arten upptäcktes finns den inte kvar. I regionen finns andra grottor med lämpliga vattenansamlingar.
Beståndet hotas av torka när vattnet används för bevattningsprojekt. Ett annat hot är vattenföroreningar. Hela utbredningsområdet är maximal 100 km² stort. IUCN kategoriserar arten globalt som starkt hotad.